# Гвинтовий прес

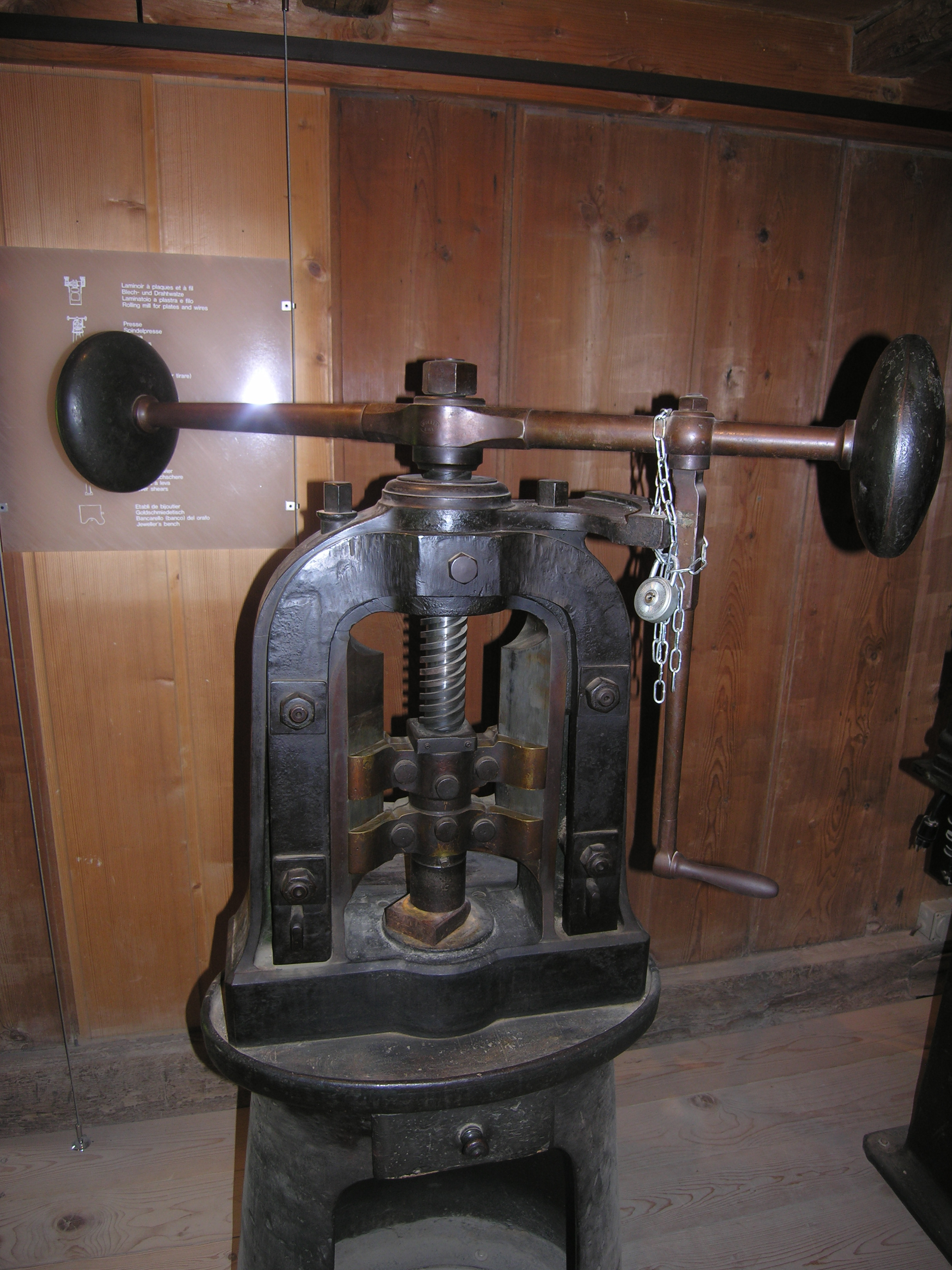
Гвинтовий прес, Швейцарія

Гвинтовий прес — це різновид машинного преса, в якому плунжер приводиться до руху вгору і вниз, за допомогою гвинта. Гвинтовий вал може обертатися ручкою або колесом. Він працює завдяки використанню грубого гвинта для перетворення обертання руків'я або приводного колеса, на невелике пересування вниз з більшою силою. Верхня ручка, зазвичай має важки - кулі. Обтяжувачі допомагають підтримувати імпульс і тягу інструменту, полегшуючи роботу з ним.
Гвинтовий прес був вперше винайдений та використаний римлянами у першому столітті нашої ери. Він застосовувався переважно для виробництва вина та оливкової олії. Гвинтовий прес також використовувався на друкарському верстаті Гутенберга в середині 15 століття.
Прес для металообробки — верстат, який застосовується для надання форми або різання металу шляхом деформації штампом. Він часто використовується для пробивання отворів у листовому металі за одну дію, а не шляхом вирізування отвору або свердління.
Гвинтовий прес часто використовується для ручної палітурки книг, щоб обкладинки книжок залишалися плоскими і паралельними текстовій основі, поки клей сохне.
Під час використання як пуансон, сам інструмент складається з пуансона і відповідної матриці, в яку він дуже точно входить. Обидва пристосування зазвичай, високоточно обробляються, а згодом гартуються. Матеріал подається між пуансоном та матрицею, і машина працює. Пробійник прорізує матеріал одним рухом. Пуансон і матриця можуть мати будь-яку бажану форму, отже можна створювати отвори та вирізи незвичайного вигляду.
У разі використання як пристрою для кування, штампи можуть бути різного вигляду — від пласких до різноманітних форм, які надаватимуть металу бажаних обрисів.